# German (Chawiaropulos)
German, imię świeckie Germanos Kawiaropulos (ur. 1 stycznia 1931 w Stambule, zm. 12 kwietnia 2022) – duchowny prawosławnego Patriarchatu Konstantynopola, w latach 1987–2022 metropolita tytularny Tranupolis. Sprawował urząd przewodniczącego komitetu ds. duszpasterstwa przy Patriarchacie.

## Życiorys
21 stycznia 1967 przyjął święcenia diakonatu, a 12 stycznia 1973 prezbiteratu. 14 stycznia 1973 otrzymał chirotonię biskupią. W latach 1973–1987 był biskupem Tralles.